# Имамвердиев, Габиль Аллахверди оглы
Габиль Имамвердиев Аллахверди оглы (азерб. Qabil Allahverdi oğlu İmamverdiyev; 12 августа 1926, Бакинский уезд — 4 мая 2007, Баку) — Народный поэт Азербайджана (1992), член Союза писателей Азербайджана с 1949 года, лауреат Государственной премии Азербайджанской ССР (1976).

## Биография
Габиль Имамвердиев родился 12 августа 1926 года в городе Баку. В 1944-1948 годах получил высшее образование на факультете языка и литературы Азербайджанского государственного педагогического института. В 1954-1956 годах учился на высших литературных курсах Литературного института имени Максима Горького в Москве.
В 1951-1953 годах он работал заведующим отделом газеты "Учитель Азербайджана".
В 1954 году - редактором-переводчиком в редакции газеты "Коммунист".
В 1957-1958 годах - ответственным редактором редакции литературно-драматических передач в Азербайджанском государственном комитете по телевидению и радиовещанию.
В 1960-1972 годах - заведующим отделом поэзии в редакции газеты "Литература и искусство".
В 1975-1979 годах - литературным работником и заместителем главного редактора в редакции журнала "Азербайджан".
Был председателем Совета старейшин Союз писателей Азербайджана.
Габиль скончался 4 апреля 2007 года в Баку и был похоронен на Аллее почетного захоронения. В 2016 году компанией "Палмали" было дано имя нефтяному танкеру "POET QABİL" (Поэт Кабиль). Однако в 2017 году имя было снято с судна по решению Государственной нефтяной компании Азербайджана, которая стала его владельцем.

## Награды
- Государственная премия Азербайджанской ССР — 27 апреля 1976 года[4]
- Медаль «За трудовую доблесть»
- Почетный диплом Президиума Верховного Совета Азербайджанской ССР — 1980 год
- Почетное звание «Заслуженный деятель искусств Азербайджанской ССР» — 1984 год
- Почетное звание "Народный поэт Республики Азербайджан" — 10 сентября 1992 года — за большие заслуги в развитии национальной литературы Азербайджана[5]
- Орден "Слава" — 15 августа 1996 года
- Премия имени Рза Расула от Литературного Фонда — 1998 год
- Персональная премия Президента Республики Азербайджан — 11 июня 2002 года
- Орден "Истиклал" (Независимость) — 11 августа 2006 года — за большие заслуги в развитии азербайджанской литературы[6][7]